# Komitée für das Frauenstimmrecht
Komitée für das Frauenstimmrecht, var en organisation för kvinnlig rösträtt i Liechtenstein, grundad 1969. Det var den första föreningen för kvinnlig rösträtt i landet, och utgjorde startpunkten för aktivismen i frågan. 
Fram till 1960-talet hade frågan väckt liten uppmärksamhet i det konservativa katolska landet. Liechtenstein påverkades av den ökande aktivismen i Schweiz, där kvinnlig rösträtt slutligen  kom att införas 1971. 
Sedan den första folkomröstningen om kvinnlig rösträtt i Liechtenstein 1968 hade slutat i seger för nej-sidan organiserade sig för första gången en rösträttsrörelse i landet i form av Komitée für das Frauenstimmrecht under Bernadette Brunhart, Elfriede Winiger och Melitta Marxer. Föreningen grundades 7 november 1969. Föreningen kampanjade för frågan genom kvällsdiskussioner och engagemang inom politiska partier. 
Kvinnlig rösträtt infördes slutligen efter Folkomröstningen om kvinnlig rösträtt i Liechtenstein 1984.